# Heinrich Georg Jahnus
Heinrich Georg Jahnus, auch von Jahnus und Jahnus von Eberstädt (* um 1660; † 1734) war ein sachsen-weißenfelsischer Amtshauptmann, Kammerherr und Rittergutsbesitzer.

## Leben
Jahnus stammte aus einer Adelsfamilie aus Thüringen, die bis in das 18. Jahrhundert größtenteils auf das Führen des Adelsprädikates von verzichtete. Nach dem Erwerb des Gutes Eberstädt im Herzogtum Sachsen-Gotha im 17. Jahrhundert fügten einige Vertreter der Familie zur Unterscheidung ihrem Familiennamen zu Eberstädt bzw. zu Eberstedt oder von Eberstädt bzw. von Eberstedt hinzu. Heinrich Georg schrieb sich selbst in der Regel nur Jahnuß, wohingegen seinem zweiten Vornamen häufig ein -e angefügt wurde, also George.
Er war der zweitälteste Sohn von Heinrich Wilhelm Jahnus. Balthasar Wilhelm und Ernst Ludwig Jahnus waren seine beiden Brüder.
Heinrich Georg Jahnus schlug eine Verwaltungslaufbahn im Dienst der Wettiner ein. Vom Herzog von Sachsen-Weißenfels wurde er zum Amtshauptmann ernannt und bekam die Verwaltung des Amtes Wendelstein im Unstruttal übertragen. Als Amtshauptmann in Wendelstein ist er mindestens ab 1692 nachweisbar. Zuletzt war er zum Kammerherrn ernannt worden. 
1685 kaufte Heinrich Georg Jahnus das Freigut Bornstedt, das er zwei Jahre später gegen das Rittergut Kleineichstädt tauschte. In der dortigen Kirche sind zwei seiner Ehefrauen begraben.
Als sachsen-weißenfelsische Amtshauptmann kaufte Heinrich Georg Jahnus im Januar 1701 vom Vormund der unmündigen Selmnitz-Brüder das Rittergut Wählitz im Amt Weißenfels und baute es zu seinem Alterssitz aus.

## Ehen
Heinrich Georg Jahnus war viermal verheiratet, darunter mit Helena Sophia († 1695), einer Tochter von Matthias von Krosigk, und Catharina Elisabeth, geborene Cramder, und Blandine Elisabeth, geborene von Brandt. Aus den verschiedenen Ehen gingen zahlreiche Kinder hervor, die bereits vor Ableben des Vaters im Jahre 1733 sich untereinander verstritten, als es um die zukünftige Aufteilung von dessen Besitzungen ging. Insbesondere das Rittergut Wählitz wurde ein Streitapfel, da der Vater es aus dem Krankenbett durch unablässliches Zureden seiner vierten Ehefrau dem einzigen, mit dieser erzeugtem Sohn Christian Wilhelm Jahnus zugesagt hatte.